# Genoa (Ohio)
Genoa é uma vila localizada no estado norte-americano de Ohio, no Condado de Ottawa.

## Demografia
Segundo o censo norte-americano de 2000, a sua população era de 2230 habitantes.
Em 2006, foi estimada uma população de 2325, um aumento de 95 (4.3%).

## Geografia
De acordo com o United States Census Bureau tem uma área de
3,9 km², dos quais 3,9 km² cobertos por terra e 0,0 km² cobertos por água. Genoa localiza-se a aproximadamente 183 m acima do nível do mar.

## Localidades na vizinhança
O diagrama seguinte representa as localidades num raio de 16 km ao redor de Genoa.